# 9693 Bleeker
A 9693 Bleeker (ideiglenes jelöléssel 6547 P-L) a Naprendszer kisbolygóövében található aszteroida. Cornelis Johannes van Houten, Ingrid van Houten-Groeneveld és Tom Gehrels fedezte fel 1960. szeptember 24-én.